# Guerre anglo-suédoise
La guerre anglo-suédoise est un conflit opposant le royaume de Suède au Royaume-Uni entre 1810 et 1812 dans le cadre des guerres napoléoniennes. Jusqu'en 1810, la Suède et le Royaume-Uni étaient alliés dans la guerre contre Napoléon Ier. À la suite de la défaite de la Suède dans les guerres de Finlande et de Poméranie et des conséquences des traités de Fredrikshamn et de Paris, la Suède déclara la guerre au Royaume-Uni. Ce conflit fut toutefois de faible intensité, car n'exista que sur papier, et la Grande-Bretagne put maintenir son stationnement de navires sur l'île de Hanö ainsi que son commerce en mer Baltique.

## Contexte
Le traité de Paris, signé le 6 janvier 1810, obligea la Suède à adhérer au blocus continental, un embargo commercial dirigé contre la Grande-Bretagne. Dans la mesure où la Grande-Bretagne était le premier partenaire commercial de la Suède, cette décision provoqua des difficultés économiques, et le commerce se poursuivit via la contrebande. Le 13 novembre 1810, l'Empire Français délivra un ultimatum au gouvernement suédois exigeant que la Suède s'engage sous cinq jours aux mesures suivantes :
- Déclarer la guerre à la Grande-Bretagne
- Confisquer tous les navires britanniques présents dans les ports suédois
- Prendre possession de tous les produits britanniques présents en Suède

La France et ses alliés menacèrent de déclarer la guerre à la Suède si elle refusait de satisfaire aux exigences françaises. Le 17 novembre, le gouvernement suédois déclara la guerre à la Grande-Bretagne.

## Déroulement du conflit

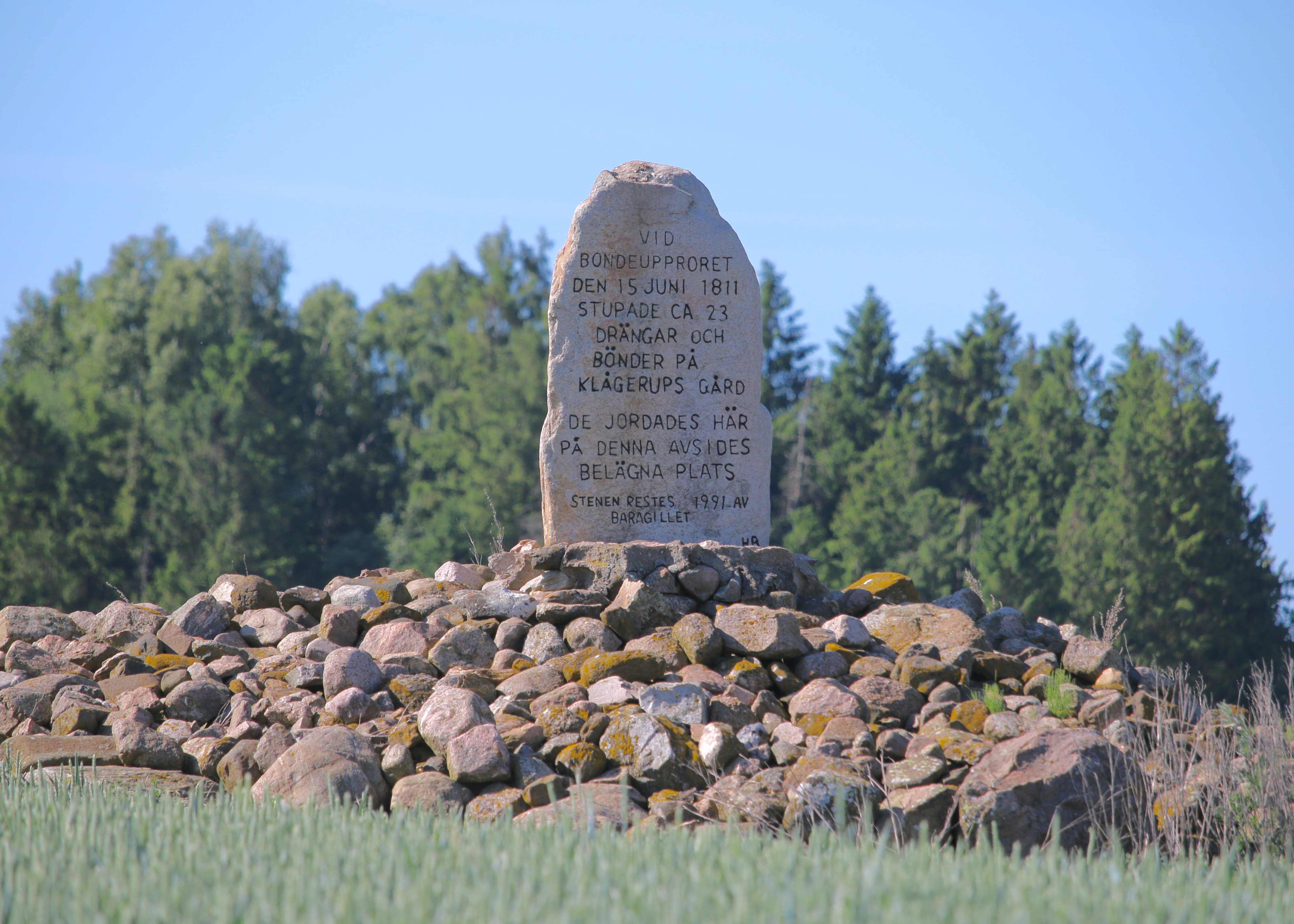
Mémorial commémorant les affrontements du 15 juin 1811.

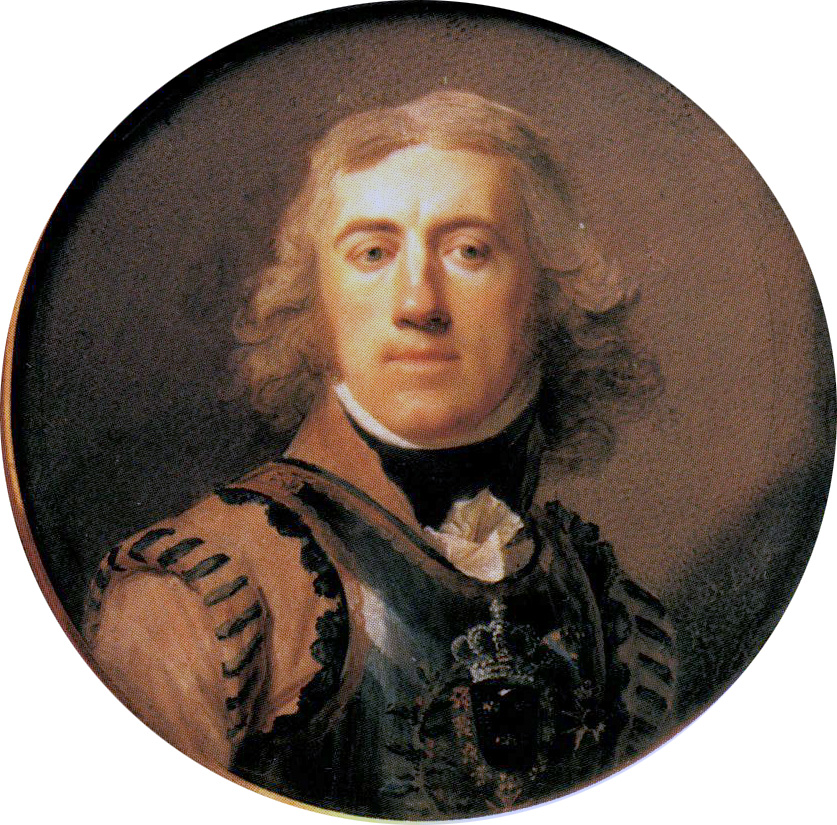
Portrait d'Hampus Mörner en 1796.

Aucun acte de guerre n'eut lieu durant le conflit, mais la Grande-Bretagne stationna des navires à Hanö, qui avait été envahie, de 1810 à 1812, qui servirent entre autres à faire le blocus des ports allemands de la Mer Baltique alors sous contrôle français. La Suède n'essaya pas de combattre l'occupation et le commerce put continuer. Toutefois, craignant la possibilité d'une invasion britannique, le gouvernement suédois commença en 1811 à recruter 15 000 hommes pour le service militaire. Cela conduisit à l'unique affrontement du conflit le 15 juin 1811, lorsque le général-major Hampus Mörner (sv) agit avec un groupe de 140 à 150 hommes et 2 canons afin de disperser un groupe de 800 fermiers dans le village de Klågerup en Scanie qui combattaient la politique de conscription. Lors de ces émeutes, les soldats de Mörner tuèrent entre 30 et 40 fermiers,. À la suite de ce combat, 395 personnes ont été accusées, dont une à trois furent exécutées.

## Conséquences
L'héritier élu de Suède, le prince danois Charles August, mourut le 28 mai 1810 et, le 21 août de la même année, Jean-Baptiste Bernadotte fut élu héritier de Suède. Bien que Bernadotte était seulement héritier et ainsi soumis au Roi de Suède, il était de facto le dirigeant de la Suède du fait de la santé déclinante et du désintérêt du roi Charles XIII. Sous la direction de Bernadotte, les relations de la Suède avec la France napoléonienne se détériorèrent. Lorsque la France occupa la Poméranie suédoise ainsi que l'île de Rügen en 1812, la Suède conclut la paix avec la Grande-Bretagne.

## Traités d'Örebro

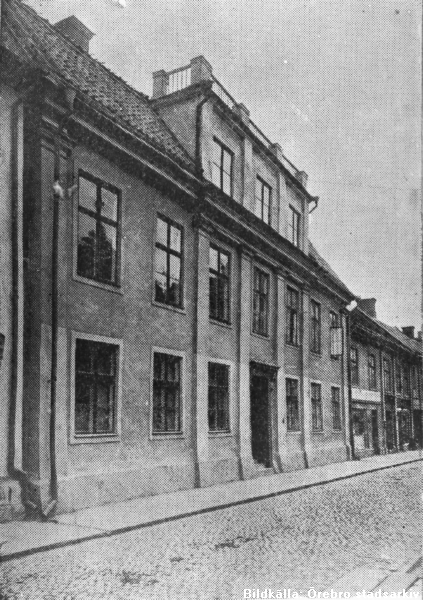
Le bâtiment à Örebro où furent signés les traités de 1812.

Après de longues négociations, le Traité d'Örebro fut signé le 18 juillet 1812. Le même jour au même endroit, la Grande-Bretagne et l'Empire russe signèrent un traité de paix qui mit fin à la guerre anglo-russe (1807 - 1812).